# Saddlebunch Keys
Les Saddlebunch Keys sont des îles des Keys, archipel des États-Unis d'Amérique situé dans l'océan Atlantique au sud de la péninsule de Floride. Elles sont situées dans les Lower Keys.
Le phare d'American Shoal, sur pilotis, est à proximité.